# Hymenostylium xerophilum
Hymenostylium xerophilum là một loài rêu trong họ Pottiaceae. Loài này được Köckinger & Kučera mô tả khoa học đầu tiên năm 2011.